# Cryptapseudes acutifrons
Cryptapseudes acutifrons är en kräftdjursart som beskrevs av Mihai Bacescu 1976. Cryptapseudes acutifrons ingår i släktet Cryptapseudes och familjen Metapseudidae. Inga underarter finns listade i Catalogue of Life.